# 松永真理
松永 真理（まつなが まり、1954年11月13日 - ）は、日本の編集者、著作家、実業家。松永真理事務所代表。
株式会社日本リクルートセンター、株式会社リクルートでの勤務を経て、エヌ・ティ・ティ移動通信網株式会社ゲートウェイビジネス部企画室室長などを歴任した。

## 来歴

### 生い立ち
長崎県佐世保市出身。祖父は海軍中将松永貞市、父は海軍大尉で作家の松永市郎。長崎県立佐世保北高等学校、明治大学文学部仏文科卒業。

### 編集者として
1977年、日本リクルートセンター（現在のリクルート）入社。雑誌「とらばーゆ」、「リクルートブック」等の編集部を経て、1986年7月「就職ジャーナル」編集長、1988年7月「とらばーゆ」編集長。1997年7月退社し、エヌ・ティ・ティ移動通信網（現在のNTTドコモ）入社。エヌ・ティ・ティ移動通信網にてゲートウェイビジネス部企画室室長となり、iモードの企画開発にあたる。2000年3月退社、松永真理事務所を設立。

### 実業家として
2000年9月、佐々木かをりが同年3月に設立した株式会社イーウーマンの経営に参画し、8億数千万円の出資金を集めて女性向けコミュニティーサイト“eWoman”を開設したが、ほどなく経営に行き詰まって撤退（自らは退任）。
そのほか、他の企業の役員を多数兼任していた。2002年6月 バンダイ 社外取締役 就任。2003年株式会社ブレインズネットワーク 監査役 就任。2006年 株式会社ブレインズネットワーク 社外取締役 就任（現任）。2012年6月 MS&ADホールディングス 社外取締役 就任（現任）。2012年6月 テルモ株式会社 社外取締役 就任（現任）。2013年6月 株式会社バンダイ 社外取締役 退任。2014年6月 ロート製薬株式会社 社外取締役 就任(現任)。2016年6月 セイコーエプソン株式会社 社外取締役 就任（現任）。2023年3月 アサヒグループホールディングス株式会 社外取締役 就任（現任）。

## 人物
- 「iモード」の名づけ親である[14]。
- 2000年10月号の米フォーチューン誌では「ビジネス界最強の女性ランキング」のアジア部門1位にランクインした[3]。
- 日経ウーマン誌の「ウーマン・オブ・ザ・イヤー2000」に選ばれている[15]。

## 著書
- 『なぜ仕事するの？』 講談社 1994年 ISBN 4062070766
- 『iモード事件』 角川書店 2000年 ISBN 4048836331
- 『iモード以前』 岩波書店 2002年 ISBN 4000220098
- 『シゴトのココロ』 小学館 2004年 ISBN 4093874948
- 監修『しごとっち－バンダイ的スター誕生！－』 幻冬舎メディアコンサルティング 2005年 ISBN 4344995007